# Однотонная пятнистая акула
Однотонная пятнистая акула (Bythaelurus immaculatus) — один из видов рода Bythaelurus, семейство кошачьих акул (Scyliorhinidae). Впервые вид описан в журнале «Oceanologica et Limnologica Sinica».

## Ареал
Этот глубоководный вид акул обитает на континентальных склонах в Южно-Китайском море в 380—400 км восточнее острова Хайнань на глубине от 534 до 1020 м. Место поимки голотипа имеет следующие координаты: 19°24’8"с. ш. и 114°23’6"в.ш.), глубина 1020 м.

## Описание
Максимальная длина 71 см (самцы) и 76 см (самки).

## Биология
Рацион состоит из небольших рыб, кальмаров и ракообразных. О способе размножения данных нет.

## Взаимодействие с человеком
Данных для оценки состояния сохранности вида недостаточно.